# Colazione sull'erba (Monet)
Colazione sull'erba (Le Déjeuner sur l'herbe) è un dipinto a olio su tela realizzato dal pittore francese Claude Monet. È conservato nel Musée d'Orsay di Parigi. Il quadro riprende il celebre dipinto di Édouard Manet, Colazione sull'erba.
Questo è solo un frammento di un'opera di maggiori dimensioni, che Monet lasciò in pegno al proprietario di casa per il mancato pagamento dell'affitto; il proprietario la conservò in un luogo umido che la fece parzialmente ammuffire. Per questo, quando Monet riuscì a recuperarla nel 1884, ne tagliò due grandi parti, la centrale (la principale) e la sinistra, con tre personaggi in piedi; la parte destra è andata perduta.
Il dipinto è realizzato con la tecnica dell'"en plein air", cioè della pittura all'aperto, direttamente sul posto e non in studio, secondo gli insegnamenti di Manet.